# Politikåret 1913

## Händelser

### Januari
- 31 januari - Gunnar Knudsen efterträder Jens Bratlie som Norges statsminister.[1]

### Mars
- 2 mars - Bondeförbundet bildas, eftersom Lantmannapartiet har försvunnit och många bönder misstror de existerande partierna.
- 4 mars – Woodrow Wilson tillträder som USA:s president.[2]
- 18 mars - Kung Georg I av Grekland mördas.

### April
- 3 april - Brittiska suffragetter demonstrerar vid en hästkapplöpning i London. En av demonstranterna, Emily Davison, hamnar på banan och blir ihjälsparkad av kungens häst.

### Maj
- 21 maj - Folkpensionslagen antas av Sveriges riksdag. Alla över 67 år får 45-195 kronor per år.
- 30 maj - Preliminärfred i första Balkankriget sluts i London. Osmanska riket avträder alla sina områden i Europa utom Konstantinopel och ett område norr om Marmarasjön.

### Juni
- Juni - Bulgarien angriper de serbiska trupperna i de av dem besatta men av Bulgarien krävda områdena. Grekland sluter upp på Serbiens sida. Detta blir upptakten till andra Balkankriget.
- 11 juni - Norge inför Kvinnlig rösträtt,[3] allmän kungörelse utfärdades 7 juli.
- 21 juni - Carl Theodor Zahle efterträder Klaus Berntsen som Danmarks konseljpresident.[4]

### Augusti
- 10 augusti - Fredsavtal sluts i Bukarest, vilket avslutar andra Balkankriget för Rumäniens och Serbiens del.

### September
- 15 september - Stockholms stadsfullmäktige ger AB Stockholmssystemet ensamrätt på handeln med alkohol i staden enligt Brattsystemet.

### Oktober
- 7 oktober - Gustav Sundbärg överlämnar Emigrationsutredningens 900-sidiga betänkande till den svenska regeringen. Emigrationen skall motverkas genom förbättrade sociala förhållanden och lättnader i utvandringslagstiftningen.

### November
- 14 november - Fredsavtal sluts i Aten, vilket avslutar andra Balkankriget för Greklands del.
- 29 november - Fredsavtal sluts i Konstantinopel, vilket avslutar andra Balkankriget för Osmanska riket del.

### December
- 21 december - Sveriges statsminister Karl Staaff offentliggör den svenska regeringens försvarsprogram genom ett tal i Karlskrona.

## Val och folkomröstningar
- 20 maj – Folketingsval i Danmark.

## Organisationshändelser
- 2 mars – Bondeförbundet, nuvarande Centerpartiet, bildas i Falköping.

## Födda
- 9 januari – Richard Nixon, USA:s president 1969–1974.
- 10 januari – Gustáv Husák, Tjeckoslovakiens siste president 1975–1989.
- 20 mars – Ċensu Tabone, Maltas president 1989–1994.
- 3 april – Per Borten, Norges statsminister 1965–1971.
- 13 maj – William R. Tolbert, Liberias president 1971–1980.
- 18 maj – Neelam Sanjiva Reddy, Indiens president 1977–1982.
- 20 maj – Émile Jonassaint, Haitis president 1994.
- 14 juli – Gerald Ford, USA:s president 1974–1977.
- 13 augusti – Makarios III, Cyperns förste president 1960–1977.
- 14 september – Jacobo Arbenz Guzmán, Guatemalas president 1951–1954.
- 19 oktober – Haxhi Lleshi, Albaniens president 1953–1982.
- Okänt datum – Joseph Kasavubu, Kongo-Kinshasas förste president 1960–1965.

## Avlidna
- 22 februari – Francisco Madero, Mexikos president 1911–1913.
- 21 mars – Manuel Bonilla, Honduras president 1903–1907 och 1912–1913.
- 2 maj – Tancrède Auguste, Haitis president 1912–1913.
- 23 juni – Nicolás de Piérola, Perus president 1879–1881 och 1895–1899.
- 28 juni – Manuel Ferraz de Campos Sales, Brasiliens president 1898–1902.
- 24 december – Jacob Brønnum Scavenius Estrup, Danmarks konseljpresident 1875–1894.

### Fotnoter
1. ↑  ”Norway” (på engelska). World Statesmen. http://www.worldstatesmen.org/Norway.htm. Läst 2 augusti 2015.
2. ↑  ”United States” (på engelska). World Statesmen. http://www.worldstatesmen.org/United_States.html. Läst 24 september 2012.
3. ↑   Stemmerett for kvinner i Norge, Store norske leksikon /snl.no (läst 16 juni 2025)
4. ↑  ”Denmark” (på engelska). World Statesmen. http://www.worldstatesmen.org/Denmark.html. Läst 2 augusti 2015.